# Тертичка Валерій Володимирович
Тертичка Валерій Володимирович (20 вересня 1964, с. Харсіки, Чорнухинського району Полтавської області) — український науковець, доктор наук з державного управління, професор, очільник Школи врядування Національного університету «Острозька академія». 

## Біографія
Народився 20 вересня 1964 р. с. Харсіки. Навчався у Чорнухинській середній школі імені Григорія Сковороди.
Закінчив (з відзнакою, 1985 р.) історичний факультет Полтавського державного педагогічного інституту ім. В.Г. Короленка (Полтавський національний  педагогічний університет імені В.Г.Короленка). 
- 1985 р., 1987-1988 рр., 1992-1996 рр. – старший лаборант, асистент, доцент Полтавського державного педагогічного інституту ім. В.Г. Короленка.
- 1988-1992 р. – стажист дослідник, аспірант.
- 1992 р. – кандидат історичних наук, достроковий захист дисертації за спеціальністю історія політичних партій і громадських рухів у Київському державному університеті ім. Т.Г. Шевченка.
- 1994 р. – доцент кафедри соціально-політичних дисциплін Полтавського державного педагогічного інституту ім. В.Г. Короленка.
- 1996-1998 рр. – розбудова Центру підвищення кваліфікації державних службовців і керівників державних підприємств, установ і організацій при Полтавській облдержадміністрації.
- 1997, 1998-2001 рр. – здобувач, докторант Української Академії державного управління при Президентові України.
- 2004 р. – доктор наук з державного управління, захист дисертації «Державна політика: аналіз і впровадження в Україні» за спеціальністю 25.00.01 – теорія та історія державного управління в Національній академії державного управління при Президентові України.[3]
- 2002-2016 рр. – завідувач інформаційно-аналітичного відділу, доцент, професор, завідувач кафедри державної політики та суспільного розвитку Національної академії державного управління при Президентові України.
- 2011 р. – професор кафедри державної політики та управління політичними процесами Національної академії державного управління при Президентові України.
- 2017 р. – керівник магістерської програми «Публічне управління та адміністрування», засновник/співзасновник Києво-Могилянської школи врядування імені Андрія Мелешевича Національного університету «Києво-Могилянська Академія».
- 2024 р. - розробник магістерської програми "Врядування, суспільна політика і комунікації", засновник Школи врядування Національного університету "Острозька академія"

## Наукова діяльність
Засновник/співзасновник науково-освітніх напрямів (шкіл):
- вироблення й аналіз суспільної політики (Public Policy-making and Policy Analysis)
- стратегічне управління для управлінців (Strategic Public Management)
- моніторинг і оцінювання для управлінців (Monitoring and Evaluation)
- навчання й професійний розвиток управлінців (In-Training Public Servant Servise)

Науковий керівник здобувачів наукового ступеня кандидата наук:
- Зайченко Володимир Васильович (Механізми впровадження стратегії розвитку агропромислового комплексу України на регіональному рівні, 2006)
- Купрій Володимир Олександрович (Організації громадянського суспільства як суб’єкти вироблення державної політики, 2007)
- Романенко Євген Олександрович (Оцінювання ефективності і результативності євроатлантичної політики України, 2009)
- Бережний Ярослав Вікторович (Стратегічне планування в державному управлінні як аналітичний процес, 2011)
- Москалець Наталіна Валеріївна (Концептуальні засади взаємодії Конституційного Суду України з органами державної влади в забезпеченні прав і свобод людини, 2021)

Науковий консультант здобувачів наукового ступеня доктора наук:
- Рябцев Геннадій Леонідович (Концептуальні засади державної політики розвитку ринку нафтопродуктів в Україні, 2013)[4]
- Поспєлова Тетяна Вадимівна (Державне управління людським розвитком в умовах трансформації українського суспільства, 2013)[5]
- Кравчук Ірина Вікторівна (Теоретико-методологічні засади оцінювання державної політики в Україні, 2015)[6]
- Карпенко Олександр Валентинович (Механізми формування та реалізації сервісно-орієнтованої державної політики в Україні, 2016)[7]
- Зелінський Сергій Едуардович (Теоретико-методологічні засади комплексного оцінювання державних службовців та їх службової діяльності в Україні, 2019)[8]

Постійний учасник (з 2006 р.) щорічних міжнародних конференцій NISPAcee (Асоціація інститутів і шкіл з державного управління Центральної і Східної Європи) й інших міжнародних і вітчизняних науково-практичних конференцій.
Стажувався/навчався в університетах (школах): Queen’s University, Carleton University, Dalhousie University, KSAP, Інститут Світового банку та інші. Був керівником, експертом, тренером, консультантом численних міжнародних проектів (ПРООН, CIDA, SAID, SIDA, NISPAcee, МФВ, IPEN, ПАУСІ, IPEN, Східна Європа, DOCCU, Інститут Світового банку; EGOVLOC, Ради Європи, EU4IBM, DOBRE тощо) у сфері вироблення/аналізу політики, стратегічного планування/управління/менеджменту, моніторингу й оцінювання, навчання та підвищення кваліфікації управлінців України. 
Розробник низки освітніх програм і навчальних дисциплін, член декількох професійних асоціацій, Спеціалізованих вчених рад, Експертної ради МОН, науковий керівник НДР, робочих груп, редакційних колегій та експертних груп. Автор близько 250 публікацій.
Засновник/співзасновник Інституту аналізу політики та стратегій (Institute for Policy Analysis and Strategy) та головний редактор журналу «Суспільна політика та стратегічний менеджмент» («Journal of Policy and Strategic Public Management»). "Journal of Policy and Governance"
Сфера наукових інтересів: вироблення й аналіз політики, середовище вироблення політики, аналіз стейкголдерів, стратегічне управління/планування/менеджмент, моніторинг і оцінювання, професійного розвитку управлінців тощо.
Підручник: Стратегічне управління : підручник / В. Тертичка. – Київ : К.І.С., 2017. – 932 с.  - лауреат премії імені Петра Могили (НаУКМА, 2022) - https://www.ukma.edu.ua/index.php/2018-03-26-09-25-56/2018-01-09-11-00-39
- Державна політика: аналіз та здійснення в Україні / Тертичка Валерій. – Київ: Видавництво Соломії Павличко «Основи», 2002. – 750 с. – http://ipas.org.ua/images/doc/Library/Books/vt_monogr_2002.zip
- Аналіз державної політики в Україні: навчальна дисципліна, сфера професійної діяльності, сфера прикладних досліджень : зб. докум. і матеріалів / уклад.: О. Кілієвич, В. Тертичка. – Київ: К.І.С., 2004. – .
- Аналітик як об’єкт інформації в аналізі державної політики / В. Тертичка // Роль інформації у формуванні ринкової економічної політики : монографія / Ю. Бажал, В. Бакуменко, І. Бондарчук та ін. ; за заг. ред. І. Розпутенка. – Київ : К.І.С., 2004. – С. 191–208.
- Гоґвуд Б. Аналіз політики для реального світу / Б. Гоґвуд, Л. Ґан ; пер. з англ. А. Олійник ; наук. ред. пер. В. Тертичка. – Київ : Вид-во Соломії Павличко «Основи», 2004. – 396 с. –http://ipas.org.ua/images/doc/Library/Books/hogwood_2004_analiz_polityky_dlia_realnogo_svitu.pdf
- Вироблення державної політики: рекомендації для України в контексті євроінтеграційного досвіду країн Балтії та Польщі : зб. аналіт. звітів і записок учасників Програми урядового стажування / уклад.: О. І. Кілієвич, В. В. Тертичка. – Київ : К.І.С, 2006. – 388 с. – http://ipas.org.ua/images/doc/Library/Collections/maket_ukr.pdf.
- New Approaches to Public Policy in Ukraine : lessons Learned from New EU Member States / Valeriy Tertychka // Executive Intern Program analytical reports and policy papers / eds. O. Kilievych, V. Tertychka. – Kyiv : K.I.C., 2006. – 230 p. – http://ipas.org.ua/images/doc/Library/Collections/new_approaches.pdf
- Стратегічне планування : навч. посіб. / О. В. Берданова, В. М. Вакуленко, В. В. Тертичка. – Львів : ЗУКЦ, 2008. – 138 с. – http://ipas.org.ua/pr_02.htm.
- Аналіз політики / В. Тертичка // Енциклопедія державного управління : у 8 т. / Нац. акад. держ. упр. при Президентові України. – Київ : НАДУ, 2011. – Т. 2: Методологія державного управління. – С.42–43.
- Галузь науки «Суспільна (державна) політика» / В. Тертичка // Енциклопедія державного управління : у 8 т. / Нац. акад. держ. упр. при Президентові України. – Київ : НАДУ, 2011. – Т. 2: Методологія державного управління. – С. 107–111.
- Типологія суспільної (державної) політики / В. Тертичка // Енциклопедія державного управління : у 8 т. / Нац. акад. держ. упр. при Президентові України. – Київ : НАДУ, 2011. – Т. 2: Методологія державного управління. – С.630–632.
- Державна політика : підручник / Нац. акад. держ. упр. при Президентові України. – Київ : НАДУ, 2014. – Розд. 2. – // http://ipas.org.ua/index.php/library/educational-materials/253-derzhavna-politika-rozdil-2.
- Democratic Governance and Policy Analysis: Interpenetration or Confrontation of Procedures / Valeriy Tertychka // «Government vs. Governance in Central and Eastern Europe : from Pre-Weberianism to Neo-Weberianism?» : presented Papers from the 22th NISPAcee Annual Conference, Budapest, Hungary, May 22–24, 2014 : published by NISPAcee PRESS. – 1 CD-ROM (ISBN 978-80-89013-72-2).
- Стратегічне управління : навч. посіб. / В. Тертичка. – Електрон. дані та прогр. – Київ : К.І.С, 2015. // http://ipas.org.ua/images/doc/Library/EducationalMaterials/spm_tertychka_2015_a4.pdf.
- Державна політика і демократичне урядування: становлення та взаємовплив : підручник / авт. кол. : Е. А. Афонін, Т. В. Бєльська, Я. В. Бережний та ін. – Київ : К.І.С., 2016. – 264 с. –http://ipas.org.ua/index.php/library/educational-materials/296-public-policy-and-democratic-governance.
- Запровадження стратегічного планування в Україні : зб. док. і матеріалів / уклад. В. Тертичка. – http://ipas.org.ua/images/doc/Library/Collections/strat icplanningukraine.zip.
- Науково-практичний коментар до Закону України «Про державну службу». – Київ : ФОП Москаленко О. М., 2017. – 796 с. – Розд. 4. – Електрон. дані. – http://pravo.org.ua/img/books/files/1513082951commentary%20_layout_web.pdf .
- Практикум із підготовки аналітичних документів : навч. посіб. / О. І. Кілієвич, Г. Л. Рябцев, В. В. Тертичка. – Київ : К.І.С, 2016. – 95 с. – http://ipas.org.ua/index.php/library/educational-materials/295-praktikum-iz-pidgotovki-analitichnih-dokumentiv-navch-posib.
- Стратегічне управління : підручник / В. Тертичка. – Київ : К.І.С., 2017. – 932 с. – // https://sgov.oa.edu.ua/uk/literatura/79-pidruchnyky/361-stratehichne-upravlinnia-pidruchnyk-valerii-tertychka .
- Професор Валерій Тертичка : біобібліогр. покажч. / уклад. Н. Тертичка ; оформлення: О. Тертичка. – Київ, 2014. – 154 с. – http://ipas.org.ua/images/doc/Library/Bibliography/vt.pdf.
- Тертичка Валерій Володимирович / М. А. Турчин // Енциклопедія Сучасної України [Електронний ресурс] / редкол. : І. М. Дзюба, А. І. Жуковський, М. Г. Железняк [та ін.] ; НАН України, НТШ. – Київ: Інститут енциклопедичних досліджень НАН України, 2025. – Режим доступу: https://esu.com.ua/article-888144?fbclid=IwY2xjawJl9-VleHRuA2FlbQIxMQABHuTFxp0g8xwglMpLrQM5-TTZ_HnTs8ZXmT-ZAoSFWYdWrdj8atmzg977uDje_aem_GmyAUwS52FwR-P1sUnfV5g
- Public policy, governance and communications in the EU member states and candidate countries : post-conference monograph / [V. Burksiene et al. ; gen. ed. by G. Riabtsev and V. Tertychka]. Kyiv : NaUKMA, 2023. 183 p. - https://sgov.oa.edu.ua/uk/literatura/89-monographs/341-public-policy-governance-and-communications-in-the-eu-member-states-and-candidate-countries-2021
- Valerii Tertychka. Policy-making in post-war recovery: procedures of stakeholder analysis vs/or "quick solutions" // Zdolność administracyjna Państwa członkowskiego i kandydata do Unii Europejskiej: pojecie, prezejawy i determinant ; monograph / [D. Dzvinchuk, A. Khaletska, V. Kovalchuk, M. Maczynski, E. Skorczynska]. Krakow ; Wydawnictwo Uniwersytetu Jagielloskiego, 2024. P.49–62 - http://ipas.org.ua/images/doc/Library/Articles/tertychka_2024_policy-making_in_post-war_recovery.pdf

1. ↑  Школа врядування Острозької авкадемії. sgov.oa.edu.ua.
2. ↑  Школа врядування: Викладачі. sgov.oa.edu.ua.
3. ↑  Тертичка В. В. Державна політика: аналіз і впровадження в Україні [Текст] : автореф. дис. ... д-ра наук з держ. упр. : 25.00.01 / Тертичка Валерій Володимирович ; Нац. акад. держ. упр. при Президентові України. - Київ, 2014. – 40 с. (PDF). academy.gov.ua. Архів оригіналу (PDF) за 30 квітня 2021. Процитовано 30 квітня 2021. [Архівовано 2021-04-30 у Wayback Machine.]
4. ↑  Рябцев Г. Л. 2013. Концептуальні засади державної політики розвитку ринку нафтопродуктів в Україні. автореферат (PDF). academy.gov.ua. Архів оригіналу (PDF) за 28 квітня 2021. Процитовано 28 квітня 2021. [Архівовано 2021-04-28 у Wayback Machine.]
5. ↑  Поспєлова Т. В. Державне управління людським розвитком в умовах трансформації українського суспільства. автореферат (PDF). academy.gov.ua. Архів оригіналу (PDF) за 28 квітня 2021. Процитовано 28 квітня 2021.
6. ↑  Оголошення про розширене засідання кафедри регіонального управління, місцевого самоврядування та управління містом Національної академії державного управління при Президентові України. www.ukrregion.org.ua.{{cite web}}:  Обслуговування CS1: Сторінки з параметром url-status, але без параметра archive-url (посилання)
7. ↑  Карпенко О. В. Механізми формування та реалізації сервісно-орієнтованої державної політики в Україні. автореферат (PDF). academy.gov.ua. Архів оригіналу (PDF) за 28 квітня 2021. Процитовано 28 квітня 2021.
8. ↑  Зелінський С. Е. Теоретико-методологічні засади комплексного оцінювання державних службовців та їх службової діяльності в Україні. автореферат (PDF). academy.gov.ua. Архів оригіналу (PDF) за 11 січня 2020. Процитовано 28 квітня 2021. [Архівовано 2020-01-11 у Wayback Machine.]
9. ↑  Google Академія: Валерій Тертичка. scholar.google.com.ua.
10. ↑  Інститут аналізу політики та стратегій. ipas.org.ua.